# Mistrzostwa Europy w Zapasach 1972
27. Mistrzostwa Europy w zapasach odbywały się w 1972 roku w Katowicach w Polsce.

## Styl klasyczny

### Medaliści
| Konkurencja | Złoto               | Srebro               | Brąz               |
| ----------- | ------------------- | -------------------- | ------------------ |
| -48 kg      | Gheorghe Berceanu   | Stefan Angełow       | Władimir Zubkow    |
| -52 kg      | Jan Michalik        | Witalij Konstantinow | Petyr Kirow        |
| -57 kg      | Christo Trajkow     | Jurij Sokołow        | Ion Baciu          |
| -62 kg      | Georgi Myrkow       | Martti Laakso        | Kazimierz Lipień   |
| -68 kg      | Jürgen Hähnel       | Antal Steer          | Andrzej Supron     |
| -74 kg      | Petros Galaktopulos | Kasim Chaliłow       | Vítězslav Mácha    |
| -82 kg      | Anatolij Nazarenko  | Ion Gabor            | Miroslav Janota    |
| -90 kg      | Stojan Nikołow      | Omar Bliadse         | Darko Nišavić      |
| -100 kg     | Nikołaj Jakowienko  | Andrzej Skrzydlewski | Nicolae Martinescu |
| +100 kg     | Aleksandyr Tomow    | Anatolij Kochniew    | Victor Dolipschi   |

### Tabela medalowa
| Lp. | Państwo    | Złoto | Srebro | Brąz |
| --- | ---------- | ----- | ------ | ---- |
| 1   | Bułgaria   | 4     | 1      | 1    |
| 2   | ZSRR       | 2     | 5      | 1    |
| 3   | Rumunia    | 1     | 1      | 3    |
| 4   | Polska     | 1     | 1      | 2    |
| 5   | NRD        | 1     | 0      | 0    |
|     | Grecja     | 1     | 0      | 0    |
| 7   | Finlandia  | 0     | 1      | 0    |
|     | Węgry      | 0     | 1      | 0    |
| 9   | Czechy     | 0     | 0      | 2    |
| 10  | Jugosławia | 0     | 0      | 1    |

## Styl wolny

### Medaliści
| Konkurencja | Złoto               | Srebro              | Brąz              |
| ----------- | ------------------- | ------------------- | ----------------- |
| -48 kg      | Sefer Baygın        | Jürgen Möbius       | Ognjan Nikołow    |
| -52 kg      | Arsen Ałachwerdijew | Baju Baew           | Emil Butu         |
| -57 kg      | Iwan Kuleszow       | Iwan Szawow         | Zbigniew Żedzicki |
| -62 kg      | Rustam Pliew        | Mehmet Sarı         | Petre Coman       |
| -68 kg      | Ismaił Juseinow     | Petre Poalelungi    | Safer Sali        |
| -74 kg      | Adolf Seger         | Roman Marsageszwili | Janczo Pawłow     |
| -82 kg      | Wasilij Sjulszin    | Iwan Iliew          | Wolfgang Nitschke |
| -90 kg      | Giennadij Strachow  | Rusi Petrow         | Paweł Kurczewski  |
| -100 kg     | Iwan Jarygin        | Wasił Todorow       | Gerd Bachmann     |
| +100 kg     | Aleksandr Miedwied  | Osman Duralijew     | Ștefan Stîngu     |

### Tabela medalowa
| Lp. | Państwo    | Złoto | Srebro | Brąz |
| --- | ---------- | ----- | ------ | ---- |
| 1   | ZSRR       | 7     | 1      | 0    |
| 2   | Bułgaria   | 1     | 6      | 2    |
| 3   | Turcja     | 1     | 1      | 0    |
| 4   | RFN        | 1     | 0      | 0    |
| 5   | Rumunia    | 0     | 1      | 3    |
| 6   | NRD        | 0     | 1      | 2    |
| 7   | Polska     | 0     | 0      | 2    |
| 8   | Jugosławia | 0     | 0      | 1    |